# Ana Nuño
Ana Nuño est une poétesse, essayiste, critique et militante politique vénézuélienne, née à Caracas le 29 juillet 1957.

## Biographie
Elle fit ses études universitaires et de doctorat en France. Elle intervient sur trois fronts : poésie, critique littéraire et culturelle, politique. Sa poésie est publiée en Espagne et est présente dans plusieurs anthologies, au Venezuela, en Colombie, en Argentine, au Mexique, au Brésil et aux États-Unis, et a été traduite en anglais, français, italien et portugais.
Elle a publié de nombreux essais et articles, notamment dans Vuelta (Mexico); Syntaxis, Quimera, El Viejo Topo, La Vanguardia, Letras Libres (España); El Nacional et El Universal (Venezuela).
De 1997 à 2001, elle fut directrice de la revue de littérature Quimera. Puis, en 2004, elle crée, avec Carla Palacio, la maison d'édition Reverso Ediciones, qu'elle dirige depuis. En 2005 elle contribue à la formation d'un nouveau parti politique en Espagne : Ciutadans de Catalunya.
Elle vit actuellement à Barcelone.

## Œuvres
- Las voces encontradas, Dador, Málaga, 1989
- Sextinario. Caracas : Tierra de Gracia, 1999 ; Barcelona: Plaza & Janés, 2002
- Lezama Lima, Omega, Barcelona, 2001